# ای‌آربی (هنر رزمی)
ای‌آربی (روسی: Армейский Рукопашный Бой) هنر رزمی ابداع شده در شوروی است.